# Mamadou Loum
Mamadou Loum N'Diaye (Dakar, 30 de dezembro de 1996) é um futebolista senegalês que atua como médio-defensivo. Atualmente joga pelo Reading, do Championship, emprestado pelo FC Porto, e representa a Seleção do Senegal.

## Carreira
A 15 de agosto de 2015, Loum fez a sua estreia profissional na Segunda Liga, pelo Braga B, substituindo Carlos Fortes aos 70 minutos de uma vitória por 1–0 sobre o Gil Vicente.
Loum só foi uma vez convocado pela equipa principal do Braga, a 23 de abril de 2017, num jogo da Primeira Liga em casa do Paços de Ferreira, onde foi suplente não utilizado numa derrota por 3–1. A 22 de abril de 2018, Mamadou, a atuar pela equipa B, marcou e foi expulso num empate em casa por 2–2 frente ao Académico de Viseu.
A 30 de julho de 2018, Loum foi emprestado ao Moreirense, da Primeira Liga, até ao final da temporada 2018–19. A 2 de novembro marcou o seu primeiro golo pela equipa, numa vitória por 3–1 sobre o eventual campeão Benfica.
Em janeiro de 2019, o empréstimo de Loum ao Moreirense foi cancelado pelo Braga, que imediatamente o voltou a emprestar, desta vez ao FC Porto, até ao final da época 2018–19, com opção de compra. Na restante temporada, Mamadou fez 3 jogos pelos Dragões em todas as competições. Finda a época, o Porto adquiriu Loum permanentemente, pagando 7,75 milhões de euros ao Braga por 75% dos direitos económicos do jogador. A 2 de dezembro, o senegalês foi titular e inaugurou o marcador numa vitória por 2–0 sobre o Paços de Ferreira, no Estádio do Dragão.
A 23 de julho de 2021, após dificuldades em ter tempo de jogo no Porto, Loum foi emprestado ao Deportivo Alavés, da La Liga, até ao fim da temporada 2021–22. Mamadou marcou 2 golos em 32 jogos pelo clube, que terminou em último lugar no campeonato, sendo despromovido à Segunda División. O Alavés possuía uma cláusula de opção de compra do jogador por 10 milhões de euros, mas optou por não a ativar.
A 30 de julho de 2022, o Porto emprestou Loum ao Reading, do Championship, até ao final da temporada 2022–23. O senegalês marcou 1 golo em 32 jogos em todas as competições pelos Royals, que terminaram em 22º lugar no campeonato, sendo despromovidos para a League One. O Reading possuía uma cláusula de opção de compra de Loum no valor de 5 milhões de euros, mas optou por não a ativar.

## Carreira Internacional
Loum representou o Senegal no Mundial Sub-20 de 2015.
A 26 de março de 2019, fez a sua estreia pela Seleção principal do Senegal, jogando os 90 minutos de uma vitória por 2–1 num amigável contra o Mali, em Dakar.
Loum fez parte da equipa do Senegal que conquistou a Taça das Nações Africanas de 2021, disputada em 2022 (adiada 1 ano devido à pandemia de COVID-19) nos Camarões. Mamadou apenas fez um jogo no torneio, sendo titular num empate por 0–0 frente à Guiné, na fase de grupos.
Macky Sall, Presidente do Senegal, concedeu a Loum (e aos restantes colegas de seleção) o título de Grande Oficial da Ordem Nacional do Leão, após o Senegal conquistar a Taça das Nações Africanas.

## Estatísticas de Carreira

### Clube
- Atualizado até 10 de abril de 2023[17]

| Clube             | Temporada         | Campeonato        | Campeonato | Campeonato | Taça  | Taça  | Taça da Liga | Taça da Liga | Competições Europeias | Competições Europeias | Total | Total |
| Clube             | Temporada         | Liga              | Jogos      | Golos      | Jogos | Golos | Jogos        | Golos        | Jogos                 | Golos                 | Jogos | Golos |
| ----------------- | ----------------- | ----------------- | ---------- | ---------- | ----- | ----- | ------------ | ------------ | --------------------- | --------------------- | ----- | ----- |
| Braga B           | 2015–16           | Segunda Liga      | 19         | 1          | —     | —     | —            | —            | —                     | —                     | 19    | 1     |
| Braga B           | 2016–17           | Segunda Liga      | 22         | 2          | —     | —     | —            | —            | —                     | —                     | 22    | 2     |
| Braga B           | 2017–18           | Segunda Liga      | 27         | 1          | —     | —     | —            | —            | —                     | —                     | 27    | 1     |
| Braga B           | Total             | Total             | 68         | 4          | —     | —     | —            | —            | —                     | —                     | 68    | 4     |
| Moreirense (emp.) | 2018–19           | Primeira Liga     | 17         | 3          | 3     | 0     | —            | —            | —                     | —                     | 20    | 3     |
| Porto (emp.)      | 2018–19           | Primeira Liga     | 2          | 0          | 1     | 0     | 0            | 0            | —                     | —                     | 3     | 0     |
| Porto             | 2019–20           | Primeira Liga     | 6          | 1          | 4     | 0     | 0            | 0            | 1                     | 0                     | 11    | 1     |
| Porto             | 2020–21           | Primeira Liga     | 3          | 0          | 3     | 0     | 0            | 0            | 3                     | 0                     | 9     | 0     |
| Porto             | Total             | Total             | 11         | 1          | 8     | 0     | 0            | 0            | 4                     | 0                     | 23    | 1     |
| Porto B           | 2019–20           | Segunda Liga      | 1          | 0          | —     | —     | —            | —            | —                     | —                     | 1     | 0     |
| Alavés (emp)      | 2021–22           | La Liga           | 32         | 2          | 0     | 0     | —            | —            | —                     | —                     | 32    | 2     |
| Reading (emp.)    | 2022–23           | Championship      | 29         | 1          | 2     | 0     | 1            | 0            | —                     | —                     | 32    | 1     |
| Total de Carreira | Total de Carreira | Total de Carreira | 158        | 11         | 13    | 0     | 1            | 0            | 4                     | 0                     | 176   | 11    |

1. ↑  Jogo na Liga Europa
2. ↑  Jogos na Liga dos Campeões

### Internacional
- Atualizado até 14 de janeiro de 2022[18]

| Seleção | Ano   | Jogos | Golos |
| ------- | ----- | ----- | ----- |
| Senegal | 2019  | 2     | 0     |
| Senegal | 2020  | 0     | 0     |
| Senegal | 2021  | 0     | 0     |
| Senegal | 2022  | 1     | 0     |
| Total   | Total | 3     | 0     |

## Títulos
FC Porto
- Primeira Liga: 2019–20[19]
- Taça de Portugal: 2019–20[20][21]

Senegal
- Taça das Nações Africanas: 2021[22]

Individual
- Grande Oficial da Ordem Nacional do Leão: 2022[16]